# Napierśnica
Napierśnica (Arcyptera) – rodzaj owadów prostoskrzydłych z rodziny szarańczowatych.
Owady o stosunkowo dużych rozmiarach. Głowę podrodzaju nominatywnego cechują słabo zaznaczone, słabo wgłębione i wyraźnie punktowane dołki ciemieniowe. U podrodzaju Pararcyptera dołki te są natomiast wyraźne, czworokątne i niepunktowane. Narząd bębenkowy jest w całości odkryty. Przedplecze charakteryzują 3 bruzdy poprzeczne oraz zwykle słabo zaznaczone, prawie proste listewki boczne. Silnie wygięte listewki boczne obecne są u niektórych przedstawicieli Pararcyptera. Przedpiersie zdobi brodawkowaty wzgórek między odnóżami przednimi. Pokrywy mają przednią kubitalną położoną bliżej medialnej niż tylnej kubitalnej, a pole kubitalne szersze od górnej części medialnego. U samic podrodzaju nominatywnego pokrywy są skrócone. Tylna para skrzydeł u Pararcyptera jest przezroczysta, a u podrodzaju nominatywnego ma czarniawe zabarwienie.
Rodzaj palearktyczny, rozsiedlony od Maroka i Półwyspu Iberyjskiego po Daleki Wschód Rosji i Półwysep Koreański. Z Polski w XIX i na początku XX wieku podawano napierśnicę krótkoskrzydłą i napierśnicę ciemną, ale współcześnie nie są notowane.
Takson ten wprowadził w 1838 roku Jean Guillaume Audinet-Serville jako podrodzaj w rodzaju Oedipoda. W 1910 roku W.F. Kirby wyznaczył jego gatunkiem typowym Gryllus fusca. Należy tu 15 opisanych gatunków, zgrupowanych w 2 podrodzajach:
- podrodzaj: Arcyptera (Arcyptera) Serville, 1838
  - Arcyptera albogeniculata Ikonnikov, 1911
  - Arcyptera coreana Shiraki, 1930
  - Arcyptera ecarinata Sjöstedt, 1933
  - Arcyptera flavivittata Yin & Mo, 2009
  - Arcyptera fusca (Pallas, 1773) – napierśnica ciemna
  - Arcyptera orientalis Storozhenko, 1988
  - Arcyptera tornosi Bolívar, 1884
- podrodzaj: Arcyptera (Pararcyptera) Tarbinsky, 1930
  - Arcyptera alzonai Capra, 1938
  - Arcyptera brevipennis (Brunner von Wattenwyl, 1861)
  - Arcyptera kheili Azam, 1900
  - Arcyptera labiata (Brullé, 1832)
  - Arcyptera mariae Navás, 1908
  - Arcyptera maroccana Werner, 1931
  - Arcyptera meridionalis Ikonnikov, 1911
  - Arcyptera microptera (Fischer von Waldheim, 1833) – napierśnica krótkoskrzydła